# Cordylochernes nigermanus
Cordylochernes nigermanus är en spindeldjursart som beskrevs av Clarence Clayton Hoff 1944. Cordylochernes nigermanus ingår i släktet Cordylochernes och familjen blindklokrypare. Inga underarter finns listade i Catalogue of Life.